# Список персонажей Cowboy Bebop
Это список персонажей аниме-сериала «Cowboy Bebop», а также позже выпущенных манг и полнометражного фильма «Cowboy Bebop: Knockin' on Heaven's Door».

## Основные персонажи — экипаж Bebop

### Спайк Шпигель
| Имя                 | Спайк Шпигель (Spike Spiegel)                                              |
| ------------------- | -------------------------------------------------------------------------- |
| Дата рождения       | 26 июня 2044 (Рак)                                                         |
| Возраст             | 27 лет                                                                     |
| Рост                | 193см                                                                      |
| Место рождения      | Марс                                                                       |
| Группа крови        | 0 (I)                                                                      |
| Род занятий         | Охотник за головами, в прошлом член преступного синдиката «Красный Дракон» |
| Космический корабль | Рыба-Меч II (Swordfish II)                                                 |
| Оружие              | Jericho 941                                                                |

Спайк Шпигель (яп. スパイク・スピーゲル Супайку Супи: гэру) (англ. Spike Spiegel) — в прошлом состоял в преступном синдикате «Красный Дракон». Источником вдохновения для боевых искусств Спайка является Брюс Ли. Он на высоком уровне владеет боевой техникой Джит Кун-До. Меткий стрелок и искусный пилот. Закрыт, не рассказывает и не отвечает на вопросы о своём прошлом. Спайк отчаян, порой подвергает себя смертельному риску, не боится умереть. Не доверяет людям. При этом он благороден и бескорыстен, помогает людям, если считает, что те достойны и заслуживают этого (так, например, он оплачивает дорогостоящую операцию по излечению слепоты сестре погибшего Рокко). Потерянный в перестрелке с синдикатом глаз заменён кибернетическим — «Один мой глаз видит только прошлое, другой настоящее». Очень много и часто курит. По словам Спайка, есть всего три вещи, которые он ненавидит — это дети, животные и женщины (и именно они оказались вместе с ним на корабле «Bebop»). Близких ему людей немного, но ради них готов на всё. Любил и будет любить только Джулию. Спайк отлично играет в бильярд. Персонаж занимает 6 строчку в списке 25 лучших персонажей аниме всех времён по версии IGN.
Сэйю: Коити Ямадэра

### Джет Блэк
| Имя                 | Джет Блэк (Jet Black)                               |
| ------------------- | --------------------------------------------------- |
| Дата рождения       | 3 декабря 2035 (Стрелец)                            |
| Возраст             | 36 лет                                              |
| Рост                | 188 см                                              |
| Место рождения      | Ганимед                                             |
| Группа крови        | A (II)                                              |
| Род занятий         | Охотник за головами, в прошлом офицер-детектив ISSP |
| Хобби               | Бонсай                                              |
| Космический корабль | BeBop 268170 и Hammer Head                          |
| Оружие              | Walther P-99                                        |

Джет Блэк (яп. ジェット・ブラック Дзиэтто Буракку) (англ. Jet Black) — в своём прошлом Джет работал на Ганимеде офицером-детективом в полиции Солнечной Системы (ISSP — Inter Solar System Police). Там он получил прозвище «Чёрный Пёс» (Black Dog) за свою крепость характера и твёрдую волю. Был предан своим другом и напарником из ISSP, от которого получил пулю, в результате чего Джет лишился своей левой руки. Отстреленная рука заменена на кибернетический протез. Когда-то на своей родине — Ганимеде, Джет жил с женщиной, Алисой, которую любил, но она ушла от него без особых на то причин (как она сказала, из-за чрезмерного опекунства и защиты с его стороны, что ей даже ничего не приходилось выбирать и делать). Также как и Спайк, Джет предпочитает не рассказывать о своём прошлом. Любит блюз и джаз. Также Джет — хороший механик, ему часто приходится чинить корабли после всех передряг, в которые они со Спайком попадают.
Сэйю: Унсоу Исидзука

### Фэй Валентайн
| Имя                 | Фэй Валентайн (Faye Valentine)               |
| ------------------- | -------------------------------------------- |
| Дата рождения       | 14 августа 1994 (Лев)                        |
| Возраст             | 23 года                                      |
| Рост                | 168 см                                       |
| Место рождения      | Земля                                        |
| Группа крови        | B (III)                                      |
| Род занятий         | Охотник за головами                          |
| Хобби               | Чтение женского еженедельного журнала «L’SS» |
| Космический корабль | Redtail                                      |
| Оружие              | Glock 30                                     |

Фэй Валентайн (яп. フェイ・ヴァレンタイン Фэй Варэнтайн) (англ. Faye Valentine) — Фэй очнулась в криогенном центре. Она ничего не помнит о своём прошлом. Должна большую сумму денег медицинскому центру, в котором содержалась в криогенном сне. Картёжница, шулер, страдает от лудомании. По характеру Фэй эгоистичная, наглая и подлая. Знает о своей сексуальной привлекательности и умеет этим пользоваться. В детстве она была обычной, тихой и скромной девочкой, мечтающей о светлом будущем, но после катастрофы на Земле была заморожена в анабиозе и пробуждена много лет спустя. Стала жертвой мошенников, подставивших её и потребовавших выплатить 300 миллионов вулонгов. Говорит, что с ней не происходило ничего хорошего, когда она доверяла другим, и считает, что «или обманешь ты, или обманут тебя». Умеет постоять за себя, если придётся. Фамилия «Валентайн» — не настоящая, её дал доктор, который вывел Фэй из анабиоза. Что касается имени Фэй, то оно настоящее (бывшая одноклассница, которая стала старушкой, зовёт её по имени Фэй). Со временем Фэй действительно привязывается к экипажу Бибопа и признаётся, что это единственное место, куда она может вернуться как домой.
Сэйю: Мэгуми Хаясибара

### Эдвард
| Имя            | Эдвард Вонг Хау Пепелу Тивруски IV (Edward Wong Hau Pepelu Tivruski IV) |
| -------------- | ----------------------------------------------------------------------- |
| Дата рождения  | 1 января 2058 (Козерог)                                                 |
| Возраст        | 13 лет                                                                  |
| Рост           | 136 см                                                                  |
| Место рождения | Земля                                                                   |
| Группа крови   | AB (IV)                                                                 |
| Род занятий    | Хакер, Охотник за головами                                              |
| Оружие         | Ноутбук «Tomato»                                                        |

Эдвард (яп. エドワード Эдова:до) — юный и эксцентричный гениальный компьютерный хакер. «Радикал Эдвард» (англ. Radical Edward) — хакерский псевдоним. На самом деле Эд — девочка, а не мальчик, хоть её имя и андрогинная внешность говорят об обратном. Имя «Edward Wong Hau Pepelu Tivrusky IV» — вымышленное, она дала его себе сама после побега из приюта. В одной из серий, когда был найден её отец, сообщается её настоящее имя — Франсуаза Эпплдели (фр. Françoise Appledelhi). По ходу сериала постоянно совершает невероятные эксцентричные и безумные поступки. Всегда ходит босиком и говорит о себе в третьем лице. Любит собаку Эйн и ходить в видео очках. Может взломать почти любое электронное устройство. Отлично играет в шахматы.
Сэйю: Аой Тада

### Эйн
| Имя            | Эйн         |
| -------------- | ----------- |
| Порода         | Вельш-корги |
| Дата рождения  | Неизвестно  |
| Возраст        | 2 года      |
| Длина          | 64 см       |
| Высота         | 29 см       |
| Место рождения | Неизвестно  |
| Оружие         | Зубы        |

Эйн (англ. Ein) — самец собаки породы вельш-корги-пемброк, который подвергся секретным лабораторным экспериментам. Обладает уникальными умственными способностями. Неизвестно насколько широки его возможности, и каким именно изменениям подвергли его мозг, однако он представляет собой огромную ценность с точки зрения проводивших над ним опыты. Умеет разговаривать с другими животными. Использовался для обмана зомбирующей телесети. Неофициально за его поимку было назначено крупное вознаграждение. Тем не менее, после спасения Эйн, про награду ни Спайк ни Джет не вспоминали. Эйн сильно привязывается к Эд и позже даже решает покинуть «Бибоп» вместе с ней.
Сэйю: Коити Ямадэра

## Другие ключевые персонажи

### Вишез
| Имя         | Вишез (Vicious)                             |
| ----------- | ------------------------------------------- |
| Возраст     | 27 лет                                      |
| Род занятий | Член преступного синдиката «Красный Дракон» |
| Оружие      | Катана                                      |

Вишез (яп. ビシャス Бисясу) (англ. Vicious) — член преступного синдиката под названием «Красный Дракон». Воевал на Титане. В прошлом Вишез был соратником Спайка Шпигеля, однако между ними произошел серьезный конфликт из-за Джулии и решения Спайка уйти вместе с ней из синдиката (несмотря на то, что синдикат наказывает дезертиров смертью). В результате ссоры приказал Джулии убить Спайка. Вишез сказал, что если Джулия это сделает, то она будет свободна, если же нет — умрут оба. Джулия, чтобы спасти своего любимого, скрывается от синдиката. Вишез, желая стать лидером мафиозной группировки, убил глав синдиката. Он беспощаден и хладнокровен в своих расчетах. Жестоко расправляется с бывшими друзьями и ратными товарищами, чтобы достичь своей цели и захватить власть. Имеет при себе ручного ворона. Мастерски владеет катаной, предпочитая её огнестрельному оружию.
Сэйю: Норио Вакамото

### Джулия
Джулия (яп. ジュリア Дзюриа) (англ. Julia) — единственная женщина, которую любил и любит Спайк. Вместе со Спайком и Вишезом состояла в преступном синдикате «Красный Дракон». Изначально была девушкой Вишеза, однако позже Спайк и Джулия полюбили друг друга и хотели сбежать вместе. Но всё пошло не так, как они хотели и планировали. В итоге Джулия долгое время скрывалась от синдиката и с тех самых пор не виделась со Спайком. Фактически она появляется лишь в двух последних эпизодах и погибает на глазах у Спайка. Сам Спайк до самого конца ничего не знал об угрозе и условии, которые Вишез поставил Джулии. На вопрос Джета о том, что она из себя представляет, Фэй охарактеризовала её как «дьявольский ангел или ангельский дьявол».
Сэйю: Гара Такасима

## Остальные персонажи

### Смеющийся Бык
Смеющийся Бык (англ. Laughing Bull) — старый индейский шаман, обитающий в своём вигваме на окраине одного из марсианских городов. Иногда даёт героям советы, завуалированные под туманные предсказания.

### Грен Экенер
Грен Экенер (англ. Gren Eckener) — бывший сослуживец Вишеса, преданный им после кампании на Титане и попавший из-за этого в тюрьму. В заключении страдал от бессонницы, стал наркоманом, и из-за изменения в гормональном балансе, приобрёл андрогинную внешность.

### Анастасия
Анастасия (Анни) (англ. Annie) — владелица бакалейной лавки на Марсе. Старая знакомая Спайка и Джулии, а также бывшего главы синдиката Мао Иенрая. Крайне неодобрительно отнеслась к побегу Спайка. Не любит когда к ней обращаются по полному имени.

### Боб
Боб (яп. ボブ Бобу) — полицейский из ISSP, бывший коллега Джета. Периодически рассказывает Джету (и соответственно экипажу «Бибопа») критически важную информацию.

### Виктория «V.T.» Терпсихора
Виктория Терпсихора (англ. Victoria Terpsichore) — водитель-дальнобойщик, вместе со своим котом, Зеросом, путешествующая на тягаче с позывным «Heavy Metal Queen». Известна под псевдонимом «V.T.» и предлагает угадать своё настоящее имя любому желающему. В прошлом — жена легендарного охотника за головами Урала Терпсихоры.

### Рокко Боннаро
Рокко Боннаро (англ. Rocco Bonnaro) — член банды Пикарро Калвино. Украл дорогостоящее растение, способное излечить слепоту сестры. Был за это убит, но до этого Рокко успел передать багаж с семенами растения Спайку.

### Хекс
Хекс (англ. Hex) — гениальный программист и гроссмейстер шахмат. Сыграл значительную роль в создании системы по контролю космических врат.

### Энди фон де Онияте
Энди фон де Онияте (англ. Andy von de Oniyate) — охотник за головами. Придерживался образа стереотипичного ковбоя, но после встречи со Спайком решил стать самураем и взял себе псевдоним «Мусаши».

### Лин
Лин — член синдиката «Красный Дракон», направленный на Каллисто в качестве сопровождающего Вишеса. Старый товарищ Спайка. Погиб в ходе событий арки «Джаз Юпитера».

### Шин
Шин — младший брат Лина. Также участник синдиката «Красный Дракон». Приветствовал возвращение Спайка. Погиб, защищая его, в ходе боя за штаб-квартиру синдиката.

### Панч и Джуди
Панч и Джуди (англ. Punch and Judy) — ведущие телепередачи «Big Shot», дающие некоторую информацию для охотников за головами о преступниках. Панч — темнокожий усач, играющий роль стереотипного мексиканца, а Джуди — роль типичной глуповатой блондинки. После закрытия шоу Панч (настоящее имя — Альфредо) улетает на Марс ради заботы о матери, а Джуди устраивает помолвку со своим агентом. Имена данных персонажей взяты из традиционного английского кукольного шоу.

### Три старика
Три старика (Антонио, Карлос и Жоби́м) (англ. Antônio, Carlos, and Jobim) — эпизодические персонажи, регулярно появляющиеся в кадре на заднем плане. Обычно они сидят выпивкой или игрой в карты и вспоминают былое. В полнометражном фильме «Cowboy Bebop: Knockin' on Heaven’s Door», выясняется, что они умеют управлять самолётом. Их имена являются аллюзией к имени известного бразильского композитора, гитариста и певца.

### Безумный Пьеро Тонгпу
Безумный Пьеро Тонгпу (англ. Mad Pierrot Tongpu) — участник экспериментов по созданию идеального военного ассасина-убийцы, которым он и стал.

## Персонажи полнометражного фильма

### Винсент Воладжу
Винсент Воладжу (яп. ヴィンセント・ボラージュ Винсэнто Вора:дзю) (англ. Vincent Volaju) — один из центральных персонажей полнометражного фильма «Cowboy Bebop: Knockin' on Heaven’s Door». На момент повествования ему 30 лет. Винсент воевал на Титане, когда ему было 28 лет, с тех пор по базам данных он числится погибшим. Рост — 193 сантиметра. Имеет татуировку в виде меча на запястье, которая свидетельствует, что он проходил военную службу в 7-м Марсианском отряде особого назначения. Раньше они служили вместе с Электрой в одном отряде, и Винсент любил её. Он на высочайшем уровне владеет техникой рукопашного боя, не уступая даже Спайку. Винсент подвергся секретным военным опытам, когда воевал на Титане, в его кровь ввели антинаномашины. Именно поэтому ему не страшен «вирус». Он единственный, кто подвергся опыту и выжил тогда на Титане, у него не осталось ни врагов ни друзей. Также он потерял всю свою память из-за проводимых над ним опытов. Также он говорит, что потерял своё прошлое и теперь не знает, где есть реальность, а где лишь иллюзия, сон. Поэтому им движет не нажива или месть, а он хочет понять, жив ли он вообще на самом деле. Как признаётся сам Спайк Шпигель, в этом они похожи, у них «одинаковые души».
Сэйю: Цутому Исобэ

### Электра Овиро
Электра Овиро (яп. エレクトラ・オヴィロゥ Эрэкутора Овироу) (англ. Elektra Ovilo) — появляется в анимационном фильме «Cowboy Bebop: Knockin' on Heaven’s Door». Работает на «Cherious Medical», компании, разрабатывающей оружие и работающей под прикрытием военных, в отделе развития и исследований. Электра находится в звании старшего лейтенанта. Имеет такую же татуировку на запястье, что и Винсент, которая означает, что она также прошла службу в 7-м Марсианском отряде особого назначения. На достаточно высоком уровне владеет боевыми искусствами, хоть и заметно уступает Спайку. Любила Винсента. Не знала, что у неё в крови тоже есть антинаномашины, которые передались от связи с Винсентом.
Сэйю: Ай Кобаяси

### Мендело аль-Хедия
Мендело аль-Хедия (англ. Mendelo al-Hedia) — профессор, занимавшийся научными исследованиями наномашин (нанороботов) в исследовательской группе «S.I.T.». Именно он сумел разработать этот «смертельный вирус», самовоспроизводящихся нанороботов. Позже он бежал из лаборатории и скрылся. Позже, когда «Рашид» рассказывает историю создания наномашин Спайку, а также рассказывает и про Винсента, становится ясно, что он и есть сменивший внешность Мендело.

### Ли Сэмпсон
Ли Сэмпсон (англ. Lee Sampson) — хакер, работающий на Винсента ради денег. Увлекается компьютерными ретро играми.